# Balkon
Balkón (iz italijanske besede balcone, gradbeni oder, francosko balcon; staro-visokonemško balcho - bruno - tram, prečnik; verjetno sorodno perzijskemu بالكانه bālkāneh ali starejši različici پالكانه pālkāneh) je vrsta ploščadi, police iz zidu, ki jo podpirajo stebri ali konzolni nosilci, in je zaprta z ograjo. 

## Tipi in razmejitev
Pogovorno se izraz balkon uporablja posplošeno za štrlečo pohodno platformo različnih tipov. V arhitekturi in gradbeništvu pa razlikujemo med različnimi oblikami:
- Balkon je dvignjen, odprt izstop iz prostora, ki štrli iz stene. Balkonska plošča je lahko samonosna ali s konzolami ali kot paličje.
- Pri altani ali verandi podpirajo odprto platformo stebri, slopi ali zidovi. Razen konstrukcije, je funkcija običajno enaka kot balkon
- Povečan umik v notranjost stavbe, ki ne štrli iz stene, se imenujejo tudi loža (italijansko Loggia) in običajno opravlja enako funkcijo kot balkon, če ni v pritličju in se ne podaljša v neprekinjeno arkado.
- Erker, tudi 'vogalni pomol' je zaprt izzidek na pročelju ali vogalu hiše, običajno brez podpore. Tak balkon je polno ali delno zaprt in lahko zastekljen in sega preko več nadstropij. Značilen je za pozno gotiko in renesanso, priljubljen je bil v drugi polovici 19. stoletja.
- tako imenovani francoski balkon ali francosko okno z ograjo, ki le minimalno ali ne štrli iz fasade.

Našteti deli imajo funkcijo povečanja stanovanjskega prostora.
Delno, pol ali polno odprt prostor na ali pod nivojem hiše, pa se imenuje terasa. Če je območje pokrito s streho, se imenuje veranda.
- Francoski balkon
- Balkonirana fasada (primer ladje za križarjenje)
- Balkon (glede na funkcijo v cerkvi empora ali galerija) v notranjosti: orgelska ali pevska empora

### Reprezentančna gradnja
Reprezentančen balkon pogosto najdemo na reprezentančnih zgradbah, ki gledajo na javne ulice in trge. Ime se nanaša na dejstvo, da so se na takih balkonih pojavljali dostojanstveniki in se kazali občinstvu zunaj stavbe. Taki balkoni so bili znani iz cerkvene arhitekture vse do konca 19. stoletja, in imeli lastna merila za nove stavbe v skladu s svojimi pravili. Reprezentančni balkon je običajno obdan z ograjo (masivno strukturo za zaščito pred padcem). V sodobnih stavbah je ograja preprosta in obdaja balkon z dveh ali treh strani. Primer za to je loggia v baziliki Sv. Petra v Rimu, kjer se predstavlja papež.

### Stanovanjske stavbe
Balkoni so namenjeni sedenju na prostem. V stanovanjski gradnji so, do konca leta 1930, gradili tako imenovane okrasne balkone na cestnih pročeljih stavb in kot gospodarske balkone na dvoriščnih fasadah. Ti so bili običajno pred kuhinjami in namenjeni za delo na prostem ali za sušenje perila. Minimalna globina je bila 1,00 m = 1 stol.
Z zasteklitvijo balkona nad parapetom dobimo okno, ki lahko služi kot majhen steklenjak in tudi kot dvojna fasada, za zaščito proti hrupu. Na jug obrnjeni balkoni ponujajo možnost spreminjanja velikosti poleti z učinkovitim senčenjem pod okni. V zimskem času, ko je sonce nizko, in ne odda sence na osnovno okno tak balkon omogoča pasivno izrabo sončne energije.

### Kmečka arhitektura
V južni Nemčiji in Avstriji balkon imenujejo tudi Schrot iz schröten - križan), v skladu z dolgotrajno tradicijo predalčne lesene gradnje ali Gangl (narečno gank).
Ti balkoni so služili manj uživanju in bolj suhemu skladiščenju blaga. Pomembne funkcije so bile zatrep in kap, glede na položaj strehe. Na fasadi kmečke hiše je bil balkon predvsem na vzhodni ali južni legi. Za nekatere vrste kmečkih hiš alpskega tipa so značilne večnadstropne gradnje s fasadami na treh straneh (razen na severni strani), ki imajo balkone.
- Zatrepni balkon (Schwarzwaldska hiša)
- Kmetija z balkonom Gangl (Tiroler-/Pinzgauerhof)
- Polbalkon pod zatrepom (Steirerhof)
- Večnadstropni balkoni (Cadore - ladinska kmetija)

## Konstrukcija
Balkon lahko izstopa iz talne plošče ali neke platforme, ki je nameščena na konzoli ali konzolnih nosilcih na zunanji steni stavbe.
Balkoni so izdelani iz lesa, kamna, betona ali kovine. Zgrajeni so predvsem v smislu zaščite pred padcem in v skladu z zakonskimi zahtevami. Balkon višine več kot en meter, mora imeti ograjo visoko vsaj 100 cm. Pri višini več kot dvanajst metrov, mora biti ograja visoka vsaj 110 cm. 
Pri starih balkonih, ki ležijo na nosilcu talne talne plošče, pogosto nastajajo toplotni mostovi, zlasti v armirano betonskih konstrukcijah. V sodobnih balkonih posebni konektorji zagotavljajo potrebno toplotno ločitev in toplotno izolacijo. Kot alternativa statičnim strukturam, lahko balkon stoji pred stavbo in je samo zasidran na zunanji steni.
- Balustrada na konzolah
- Lesen vzdolžni balkon
- Konzolna talna plošča s kovinsko ograjo
- Samostojna struktura iz kovine

## Arhitekturna zgodovina in stilistika
Balkon je tipičen element stavbe podeželskih območij, v mestih se je pojavil v poznem 18. in v 19. stoletju, ko so se  izboljšale razmere na ulicah - do takrat so bile primernejše lože na dvoriščni strani hiš, ulične fasade pa so ostale gladka. Danes so balkoni običajni na vseh vrstah stavb.
- Indijska arhitektura
- Barok: Palazzo Cusani, Milano
- Rokoko: Mestna hiša v Bambergu, 1756
- Verande-Balkoni - kolonialni slog: palača kralja Narai, Tajska, 19.st.
- Zastekljeni balkoni, pozno 19. st., Wiesbaden
- Art Nouveau: Antoni Gaudí, Casa Batlló, Barcelona, 1906
- Moderna: Walter Gropius, Bauhaus Dessau, 1926
- Moderna: Frank Lloyd Wright, Fallingwater, 1937
- Moderna: Balkoniziran stanovanjski blok, Leipzig-Grünau, 1980-ta

## Današnja uporaba
Balkoni so pogosto okrašeni z okrasnimi grmovnicami, lončnicami, rožami in aromatičnimi rastlinami.
Mnogi ljudje preživijo poletne počitnice na balkonu.
Imena proizvajalcev za modele balkonov se pogosto sklicujejo na izvor zasnove, kot na primer italijanski balkon, španski balkon, mehiški balkon, ekvadorski balkon. Nanašajo pa se tudi na obliko in tip ograje, ki se uporablja za balkonske ograje.

## Znameniti balkoni
Eden od najbolj znanih balkonov je v Veroni, znan po tradicionalni uprizoritvi znani kot "balkonska scena" v Shakespearovi tragediji Romeo in Julija.
- Édouard Manet: Le balcon
- Ford Madox Brown, balkonska scena iz Romea in Julije
- Balkon v Julijini Villi Capuleti v Veroni.
- Palazzo Cusani v Milanu, Italija